# Jimmy Dorsey
Pour les articles homonymes, voir Dorsey.
James « Jimmy » Dorsey, né à Shenandoah (Pennsylvanie) le 29 février 1904 et mort à New York le 12 juin 1957, est un saxophoniste, clarinettiste et chef d'orchestre américain. Il est le frère du tromboniste et chef d'orchestre Tommy Dorsey.

## Discographie
Enregistrement
- Major and Minor Stomp (1939)

### Titres n°1
- Amapola (Pretty Little Poppy) - n°1 US avril-mai 1941
- My Sister And I - n°1 US les 7 et 28 juin 1941
- Maria Elena - n°1 US le 14 juin et le 7 juillet 1941
- Green Eyes (Aquellos Ojos Verdes) - n°1 US septembre 1941 (Arrang. de Toots Camarata)
- Blue Champagne - n°1 US le 27 septembre 1941
- Tangerine - n°1 US mai 1942 (Arrang. de Toots Camarata)
- Bésame Mucho (Kiss Me Much) - n°1 US mai 1944